# Pseudoeurycea werleri
Pseudoeurycea werleri és una espècie d'amfibi urodel (salamandres) de la família Plethodontidae. És endèmica de Mèxic.
Els seus hàbitats naturals inclouen boscos tropicals o subtropicals a baixa altitud, montans humits, plantacions, jardins rurals i zones prèviament boscoses ara degradades. Està amenaçada d'extinció a causa de la destrucció del seu hàbitat.